# 肯顿 (特拉华州)
肯顿（英語：Kenton），是美国特拉华州肯特县（Kent）下属的一座城镇，面积为0.46平方公里，均为陆地。2011年的数据显示该地有人口264人。论人口在本州排行第46。